# یواس‌اس اروال (اس‌پی-۱۰۴۵)
یواس‌اس اروال (اس‌پی-۱۰۴۵) (به انگلیسی: USS Arval (SP-1045)) یک کشتی بود که طول آن ۷۵ فوت (۲۳ متر) بود. این کشتی در سال ۱۹۱۱ ساخته شد.